# Mjellbresåtene
Das Mjellbresåtene (norwegisch sinngemäß für Saat des Pulverschneegletschers; russisch Гора Филатова Gora Filatowa) ist ein 2650 m hoher Berg im ostantarktischen Königin-Maud-Land. Im südöstlichen Teil der Sør Rondane ragt er am oberen Abschnitt des Mjellbreen auf.
Wissenschaftler des Norwegischen Polarinstituts benannten ihn 1988 in Anlehnung an die Benennung des benachbarten Gletschers. Der Namensgeber der russischen Benennung ist nicht überliefert.